# Colin McPhee

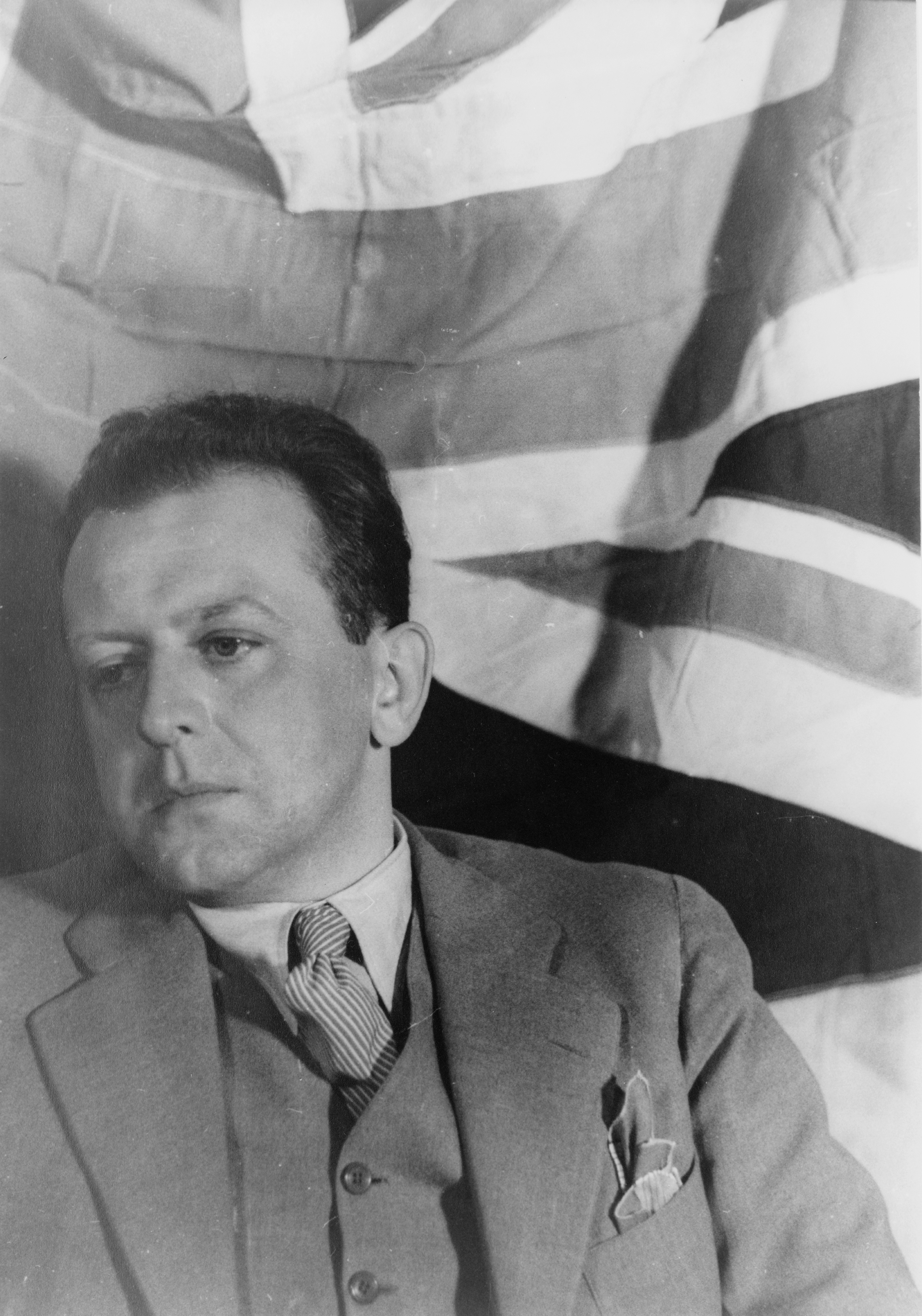
Colin McPhee

Colin McPhee (* 15. März 1900 in Montreal; † 7. Januar 1964 in Los Angeles) war ein kanadischer Komponist.

## Leben
McPhee studierte in Baltimore bei Gustav Strube, in Toronto bei Arthur Friedheim und in Paris bei Isidore Philipp. Von 1931 bis 1939 lebte er auf Bali, wo er folkloristische und musikethnologische Studien betrieb. Seit 1958 unterrichtete er an der University of California.
Er komponierte zwei Sinfonien, die Orchester-Toccata Tabuh-Tabuhan, Irokesische Tänze für Orchester, Balinesische Zeremonialmusik für zwei Klaviere, ein Konzert für zwei Klaviere und Orchester und ein Konzert für Klavier  und Bläser. Daneben verfasste er Schriften über die Musik und Kultur auf Bali.